# Мохов (Гомельская область)
Мохов (бел. Мохаў) — деревня в Колпенском сельсовете Лоевского района Гомельской области Беларуси.

## География

### Расположение
В 8 км на север от Лоева, 56 км от железнодорожной станции Речица (на линии Гомель — Калинковичи), 75 км от Гомеля.

### Гидрография
На востоке озеро Мохово и пойма реки Днепр.

## Транспортная сеть
Рядом автодорога Лоев — Речица. Планировка состоит из длинной, чуть изогнутой улицы, близкой к меридиональной ориентации, на восток от которой параллельно проходит короткая улица, соединённая с главной 2 переулками. Застройка двусторонняя, деревянная, усадебного типа.

## История
Обнаруженные археологами городища VII—III столетия до н. э. (в 2 км на северо-восток от деревни, в урочище Шолохов Кут), городище VII века до н. э. — II века н. э. (в 2,5-3 км на юго-восток от деревни), городище VII века до н. э. — V века н. э. (в 2 км на север от деревни), бескурганный могильник железного века (в 1 км на запад от городища), курганный могильник (на северо-восток от деревни) свидетельствуют о заселении этих мест с давних времён. У деревни находится уникальный археологический памятник эпохи Древней Руси X—XI веков — Моховский археологический комплекс.
По письменным источникам Мохов известен с XVI века — как деревня Мохово, на тракте «Бобруйск — Чернигов».
После 2-го раздела Речи Посполитой (1793 год) в составе Российской империи. В архивных источниках 1811 года упоминается как владение графа Рафайлова, в Речицком уезде Минской губернии. В 1879 году селение в составе Лоевского церковного прихода. Согласно переписи 1897 года действовала школа грамоты, в Лоевской волости Речицкого уезда Минской губернии.
С 8 декабря 1926 года до 30 декабря 1927 года центр Моховского сельсовета Лоевского района Речицкого с 9 июня 1927 года Гомельского округов. В 1930 году организован колхоз «Герой труда», имелась кузница. Во время Великой Отечественной войны оккупанты в 1943 году сожгли 10 дворов и убили 23 жителей. Согласно переписи 1959 года в составе совхоза «Лоевский» (центр — г. п. Лоев). Располагались отделение связи, клуб, начальная школа, библиотека, фельдшерско-акушерский пункт. На международном конкурсе «Приз Братиславы» в 1997 году трио деревенского клуба получило бронзовую медаль.

## Население

### Численность
- 1999 год — 187 хозяйств, 359 жителей.

### Динамика
- 1795 год — 52 двора, 318 жителей: 155 мужчин, 163 женщины.
- 1850 год — 57 дворов, 235 жителей.
- 1897 год — 66 дворов (согласно переписи).
- 1908 год — 112 дворов, 719 жителей.
- 1940 год — 148 дворов.
- 1959 год — 930 жителей (согласно переписи).
- 1999 год — 187 хозяйств, 359 жителей.

## Достопримечательность
У деревни находится уникальный археологический памятник эпохи Древней Руси X—XI веков — Моховский археологический комплекс.